# Varga György (műfordító)
Varga György (Budapest, 1954. augusztus 19. – ) magyar műfordító, diplomata, a cseh irodalom tolmácsolója. A Széphalom Könyvműhely tagja.

## Életpályája
Már az 1989-es rendszerváltás előtt sokat tett a cseh irodalom magyarországi megismertetéséért. Az 1989-es rendszerváltás után ő volt a Magyar Köztársaság első csehszlovákiai nagykövete.
1990. október 22-én adta át megbízólevelét Václav Havelnek, az akkor még csehszlovák köztársasági elnöknek. A két ország szétválását követően továbbra is Magyarország prágai nagykövetségének vezetője maradt, immár a Cseh Köztársaságban. Megbízatását 1995-ben nem hosszabbították meg, a Külügyminisztériumba került főosztályvezetőként. 2000. augusztus 18-tól – Magyarország kassai főkonzulátusa megnyitásától – főkonzulként dolgozott Szlovákiában 2004-ig. 2005-ben nevezték ki a Prágai Magyar Kulturális Központ élére, ahol 2007. június 30-ig, megbízatása lejártáig dolgozott.
Az önálló Csehország és Szlovákia létrejötte után kassai főkonzulként tevékenykedett.

## Díjai, elismerései
- A Cseh Köztársaság érdemérme
- Az Európa Könyvkiadó nívódíja (1985, 1986)
- Dilia emlékplakett,
- A Magyar Köztársasági Érdemrend kiskeresztje (1998),
- Pelikán-díj [8](2006).[9]

## Főbb műfordításai
- Bohumil Hrabal: Gyöngéd barbárok; fordította Varga György; Európa, Bp., 1985 (Európa zsebkönyvek)
- Bohumil Hrabal: Véres történetek és legendák; vál., előszó Varga György, ford. Hosszú Ferenc et al.; Európa, Bp., 1989
- Bohumil Hrabal: Őfelsége pincére voltam; fordította Varga György; Európa, Bp., 1990 (Európa zsebkönyvek)
- Bohumil Hrabal: A városka, ahol megállt az idő; fordította Varga György; Európa, Bp., 1996
- Václav Havel: Kérem, röviden! – Ulpius-ház, Budapest, 2007 452 oldal ISBN 9789639752245 · Fordította: Varga György és G. Kovács László [10]